# Lac La Fé
Pour l’article homonyme, voir La Fé.
Le lac La Fé est un lac de barrage situé dans le département d'Antioquia, en Colombie.  

## Géographie
Le lac La Fé est situé dans la municipalité d'El Retiro, à 15 km au sud-est de la ville de Medellín. 
Il a un volume de 14,6 millions de m3, pour une superficie de 1,49 km2.